# Distrito de Angra do Heroísmo
O Distrito de Angra do Heroísmo (1835-1975) , desde 6 de Outubro de 1898 oficialmente denominado Distrito Autónomo de Angra do Heroísmo, foi uma unidade administrativa das então Ilhas Adjacentes, abrangendo parte do território do arquipélago dos Açores.
Foi criado em 1835, com sede na cidade de Angra do Heroísmo, e incluía as ilhas Terceira, São Jorge e Graciosa.
O Distrito Autónomo de Angra do Heroísmo, como os seus congéneres de Ponta Delgada e da Horta, extinguiu-se a 22 de Agosto de 1975 com a criação da Junta Regional dos Açores, órgão de governo provisório que assumiu as respectivas competências, ativos e passivos, na sequência do processo de instauração da autonomia constitucional dos Açores.
Com a autonomia constitucional dos Açores (como aliás aconteceu com a Madeira) os distritos foram definitivamente extintos. A Constituição da República Portuguesa de 1976 dispõe que os Açores são uma Região Autónoma dotada de Estatuto Político-Administrativo próprio, o qual não prevê a existência de distritos.